# بادي هورن
بادي هورن هو لاعب هوكي الجليد كندي، ولد في 4 أكتوبر 1933 في تورونتو في كندا.

## وصلات خارجية
- بادي هورن على موقع EliteProspects.com (الإنجليزية)
- بادي هورن على موقع HockeyDB.com (الإنجليزية)
- بادي هورن على موقع أوليمبيديا (الإنجليزية)